# Стеик (Горж)
Стеик (рум. Steic) насеље је у Румунији у округу Горж у општини Катунеле. Oпштина се налази на надморској висини од 213 m.

## Становништво
Према подацима из 2002. године у насељу је живело 244 становника, од којих су сви румунске националности.